# 特性音
特性音（とくせいおん）characteristic note とは、モードの特徴を表す音である。主音とともに、どのモードが奏でられているのか明示する役割を持つ。一般的に、モーダル・フレージング modal phrasing を行う場合に、モードの特徴を提示するためにフレーズの早めに特性音を用いることが多い。

## 各モードと特性音
| モード名         | モード名    | 特性音               |
| ---------------- | ----------- | -------------------- |
| アイオニアン     | Ionian      | 第 4 音              |
| ドリアン         | Dorian      | 第 6 音              |
| フリジアン       | Phrygian    | 第 2 音              |
| リディアン       | Lydian      | 第 4 音              |
| ミクソリディアン | Mixo Lidyan | 第 7 音              |
| エオリアン       | Aeolian     | 第 6 音              |
| ロクリアン       | Locrian     | 第 2 音および第 5 音 |